# Iosif Iser
Pour les articles homonymes, voir Iser.
Iosif Iser né le 21 mai 1881 à Bucarest où il est mort le 25 avril 1958 , est un peintre roumain d'origine juive.